# Sósicles

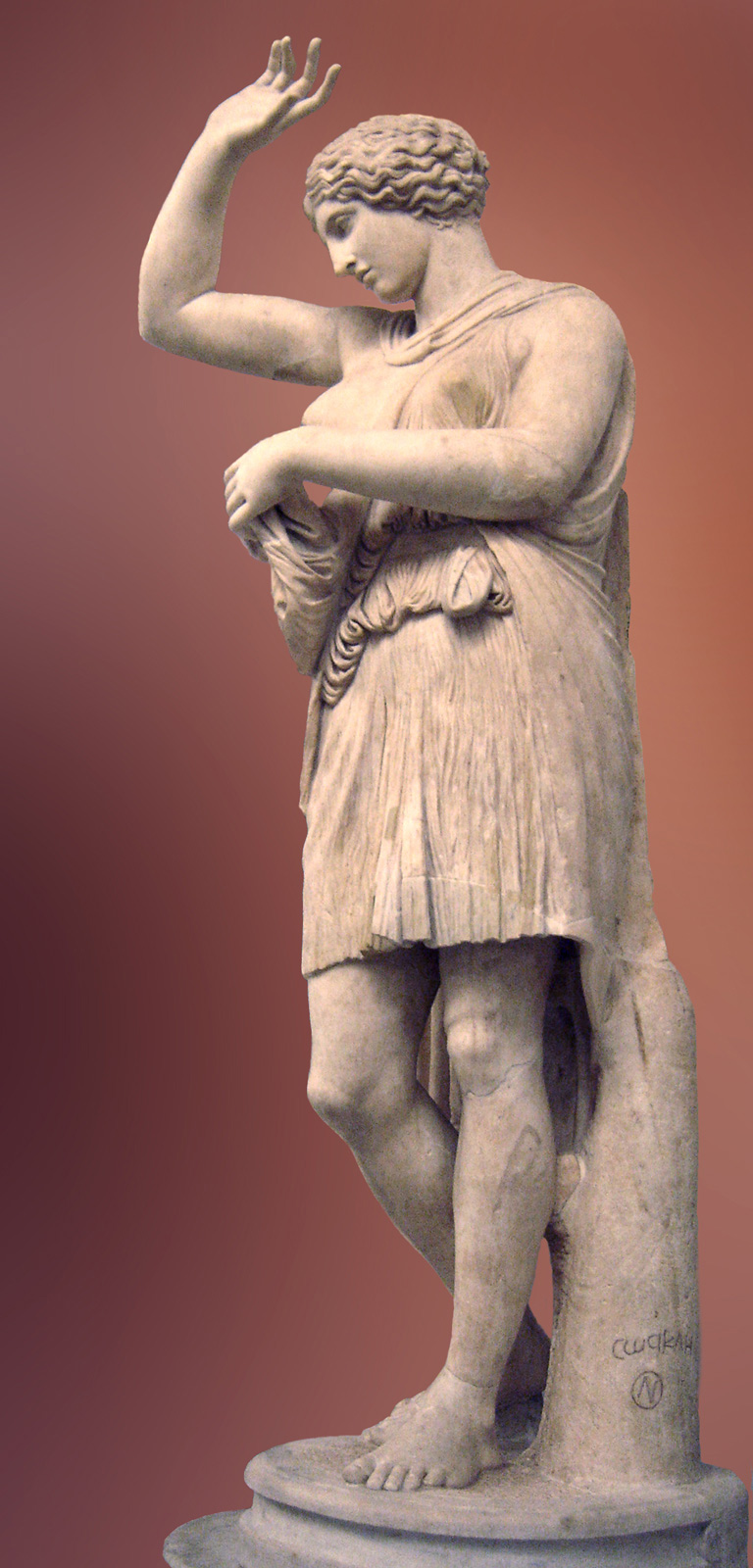
A Amazona ferida, de Sósicles

Sósicles (em grego: Σωσικλῆς; romaniz.: Sosikles) foi um escultor do Helenismo que atuou em Roma como copista de obras célebres. Seu trabalho é conhecido por uma assinatura encontrada em um plinto em Túsculo e em uma estátua de amazona hoje na coleção dos Museus Capitolinos, que é um dos três tipos clássicos de representação das amazonas.